# لويس مورو غوتشالك
لويس مورو غوتشالك (بالإنجليزية: Louis Moreau Gottschalk)‏ هو ملحن وعازف بيانو أمريكي، ولد في 8 مايو 1829 في نيو أورلينز في الولايات المتحدة، وتوفي في 18 ديسمبر 1869 في ريو دي جانيرو في البرازيل.

## وصلات خارجية
- لويس مورو غوتشالك على موقع IMDb (الإنجليزية)
- لويس مورو غوتشالك على موقع الموسوعة البريطانية (الإنجليزية)
- لويس مورو غوتشالك على موقع ميوزك برينز (الإنجليزية)
- لويس مورو غوتشالك على موقع ديسكوغز (الإنجليزية)